# Ринолалия
Ринолалия — термин имеет специфическую, несколько различающуюся интерпретацию и трактовку в общемедицинской и в логопедической лексике и специальной литературе.

## В медицинской терминологии
Ринолалия рассматривается только как синдром гнусавости. Гнусавость — изменение тембра голоса и искажённое произношение звуков, обусловленное нарушением резонаторной функции носовой полости. Различают два варианта гнусавости:
- гнусавость закрытая (rinolalia clausa), наступающая в результате нарушения проходимости полости носа или носоглотки [5]. Этот дефект соответствует логопедическим понятиям ринофония/палатофония (см. ниже➤).
- гнусавость открытая (rinolalia aperta), характеризующаяся тем, что во время произнесения всех звуков речи воздух проходит не только через рот, но и через нос[5].

## Логопедическая трактовка синдрома
Здесь синдром ринолалии дифференцируется более детально и трактуется несколько шире. Специалисты-логопеды более детализируют как варианты гнусавости, так и содержание самого определения термина «ринолалия», в частности, в отечественной логопедии принято различать ринолалию и ринофонию как отдельные нозологические единицы и выделять внутри этих синдромов отдельные формы.
При ринолалии нарушение резонирования в носовой полости происходит от неправильного направления голосовыдыхательной струи вследствие либо органических дефектов носоглотки, носовой полости, мягкого и твёрдого нёба, либо расстройств мягкого нёба; различают открытую, закрытую и смешанную ринолалию.
- Ринолалия закрытая — расстройство звукопроизношения, которое выражается в изменении тембра голоса; причинами являются органические изменения в носовой или носоглоточной области или функциональные расстройства носоглоточного затвора, в связи с чем выделяют ринолалию закрытую органическую и функциональную. Образуется при пониженном физиологическом носовом резонансе во время произношения фонем; при этом фонемы [м], [н], [н’] звучат как [б], [д], [д’]. одним из внешних признаков закрытой ринолалии является постоянно открытый рот.
  - Ринолалия закрытая задняя — нарушение звукопроизношения, являющееся следствием аденоидных разращений, закрывающих: а)верхний край хоан, б)половину или одну из них, в)обе хоаны с заполнением всей носоглотки аденоидной тканью. Закрытая задняя ринолалия может быть следствием сращения мягкого нёба с задней стенкой глотки после специфических воспалений (главным образом сифилитических), иногда носоглоточных полипов, фибромы или иных носоглоточных опухолей. Врождённой причиной бывает редко встречающаяся хоанальная атрезия, которая полностью отделяет носоглоточную полость от носовой.
  - Ринолалия закрытая передняя — нарушение звукопроизношения, которое вызывается резким искривлением носовой перегородки, полипами в носу, сильным насморком и др. Может быть преходящей (при воспалительном отёке слизистой носа во время насморка) или длительной (при хронической гипертрофии слизистой носа, при полипах, искривлении перегородки носа, опухоли носовой полости).
- Ринолалия открытая — патологическое изменение тембра голоса и искажённое произношение звуков речи, возникающее, когда мягкое нёбо при произнесении звуков речи сильно отстает от задней стенки глотки, оставляя значительную щель (укорочение мягкого нёба, параличи и парезы мягкого нёба) или при механических дефектах твёрдого и мягкого нёба, когда значительная часть воздуха попадает в носовую полость. В качестве синонима используют иногда термин «гиперринолалия».
- Ринолалия смешанная — состояние, когда при носовой непроходимости имеется также недостаточный нёбно-глоточный затвор; на произношении это отражается понижением носового резонанса, главным образом для носовых фонем, при одновременном искажении остальных фонем, тембр которых становится как при ринолалии открытой; различают Р.с. переднюю и Р.с. заднюю; обе формы могут быть органическими или функциональными.

## Ринофония
Ринофония (греч. rhinos нос + греч. phönê голос) — носовой (гнусавый) оттенок голоса, возникающий из-за неправильного направления голосовыдыхательной струи вследствие либо механических дефектов носоглотки, мягкого и твёрдого нёба, либо расстройств функции мягкого неба.
- Ринофония закрытая — ринофония при которой носовые согласные приобретают ротовое резонирование, гласные теряют звучность, тембр становится неестественным.
- Ринофония открытая — ринофония при которой имеет место патологическая назализация всех ротовых звуков, слабый и сдавленный голос.

Ряд зарубежных авторов рассматривает гнусавость, как сочетания двух основных симптомов: палатолалии (palatolalia от лат. palatum небо + греч. lalia речь — нарушение артикуляции, обусловленное наличием расщелины мягкого нёба) и палатофонии (palatophonia) при состоянии тождественном отечественной логопедической трактовке ринолалии (rinolalia aperta) и палатолалию (palatophonia от лат. palatum небо + греч. phönê голос), соответствующую ринофонии в принятой в отечественной логопедии трактовке (см. М.Зееман,1962; К.-П.Беккер, М.Совак, 1981).
При этом К.-П.Беккер и М.Совак (1981) различают 4 степени палатолалии.

## Степени палатолалии
При I степени имеются остаточные явления палатолалии, которые выражаются в малозаметной гнусавости и незначительной дислалии; в целом речь производит впечатление нормальной;
при II степени назальный призвук и ошибки в артикуляции проявляются сильнее, но в процессе общения не очень заметны;
при III степени палатолалия выражается ясно, но речь ещё понятна;
при IV степени палатолалия выражена сильно, речь совсем не понятна, появляются сопутствующие мимические движения.
Приобретённая открытая ринофония может быть следствием осложнения при удалении небных миндалин. Приобретённая закрытая ринофония — следствием нарушения проходимости носовых ходов (полип носа, искривления носовой перегородки, хронический ринит). В этом случае страдает только оттенок голоса, но произносительная и фонетическая стороны речи остаются сохранными.
Нарушения речи при врождённой расщелине твёрдого и мягкого неба (см. Артикуляционный аппарат) проявляются более сложным синдромом, включающим [общее недоразвитие речи], ринолалию и ринофонию. Кроме того у таких детей нарушена вентиляция легких, проявляется общая физическая ослабленность и страх речи. Довольно часто выявляется сопутствующее снижение слуха. Естественным следствием дефекта твёрдого и мягкого неба являются трудности глотания при приеме пищи.

## Лечение и логопедическая коррекция
Данный дефект звукопроизношения требует комплексного медико-педагогического и ортодонтического подходов.

### Лечение
Лечение (ортодонтическое) — закрытие дефекта твёрдого и мягкого нёба временным обтуратором. Мягкий резиновый обтуратор требуется уже при кормлении ребёнка. Жесткий обтуратор изготавливается индивидуально и носится вплоть до хирургического закрытия дефекта дна носовой полости и нёбной занавески.
Лечение (хирургическое) — операция по восстановлению целостности дна носовой полости. Применяется в более позднем возрасте.

### Логопедическая коррекция
Логопедическая работа должна начинаться как в период ношения обтуратора, подготовки артикуляционного аппарата к операции по закрытию дефекта твёрдого и мягкого неба, так и после успешно проведённого оперативного закрытия. Пластика неба производиться начинается только после того, как появились все молочные зубы. Согласно образному выражению хирурга А. А. Лимберга (1925) хирургическое лечение только строит стенки и клапаны «музыкального инструмента», обучение игре на нём должны взять на себя логопеды.
Помимо чисто тренировочных и коррекционных логопедических упражнений, при устранении симптомов гнусавости могут использоваться и механические приспособления, например, фонендоскоп М.Зеемана (трубка с двумя «оливами», одна из которых вставляется в ноздрю, а другая в наружный канал уха), артикуляторы Пискунова, логопедические проволочные зонды A.Hutzmann и Ф.Рау (см. Инструменты логопедические).
В настоящее время дефекты твёрдого и мягкого неба успешно оперируются в раннем возрасте (начиная с нескольких дней жизни) в зависимости от вида, величины дефекта и общего состояния новорождённого ребёнка. Раннее закрытие дефекта способствует нормализации актов глотания пережевывания пищи и несомненно у детей прооперированных в ранние сроки не возникает проблем с речью как у детей у которых была проведена коррекция в более поздние сроки. Для получения информации о результатах ранних коррекций целесообразно воспользоваться не только информацией специалистов занимающихся данной проблемой, но и принять во внимание данные предоставляемые родителями детей прооперированными в ранние сроки, которые делятся опытом на форумах по данным вопросам («Планета солнечных зайчиков», «Улыбки наших детей» и др.)